# لحیم‌لی (اردهان)
لحیم‌لی (به ترکی استانبولی: Lehimli) یک منطقهٔ مسکونی در ترکیه است که در اردهان واقع شده‌است.